# Anchuli Srithanyarat
Anchuli Srithanyarat – tajska zapaśniczka walcząca w stylu wolnym. Zajęła 21. miejsce na mistrzostwach świata w 2006. Srebrna medalistka igrzysk Azji Południowo-Wschodniej w 2007. Ósma na mistrzostwach Azji w 2007 i 2008. Trzecia na mistrzostwach Azji kadetów w 2007 roku.